# Iminoalkohole
Iminoalkohole – hydroksypochodne amin cyklicznych. Obecność fragmentu iminoalkoholowego w cząsteczkach benzylanów i fenyloglikolanów nadaje im właściwości psychotoksyczne. W stanie wolnym iminoalkohole nie są toksyczne.
Najważniejsze iminoalkohole:
- chinuklidynol
- pirolidynol
- piperydynol
- piperazynol